# Wirtualna Polska
Wirtualna Polska (WP) – перший польськомовний сайт, заснований у 1995 році. Нині належить Wirtualna Polska Media SA, яка входить до складу Wirtualna Polska Holding Spółka Akcyjna Group. Це група компаній, що працюють у сфері ЗМІ та електронної комерції. Є власником порталу Wirtualna Polska. Він також керує порталом o2.pl і спеціалізованими тематичними вебсайтами, такими як money.pl і dobroprogramy. У галузі електронної комерції WP працює в сферах туризму, моди, дизайну інтер’єру та будинку, фінансових послуг і автомобілебудування. З 7 травня 2015 року Wirtualna Polska Holding зареєстрована на Варшавській фондовій біржі. Головним редактором Wirtualna Polska є Павел Капуста.

## Історія
WP був створений у Ґданському технологічному університеті Лешеком Богдановичем, Мареком Боржестовським та Яцеком Кавальцем, які познайомилися через Інтернет. Їхньою метою було організувати сучасні вебсайти за категоріями повсякденного життя. У березні 1995 року був запущений вебкаталог сайту Wirtualna Polska, який згодом перетворився на сайт. З жовтня розробкою порталу займається «Centrum Nowych Technologii» (Центр нових технологій), яка займається розвитком, просуванням і застосуванням новітніх технологій у WP. Спочатку він був доступний на wp.cnt.pl. У 1998 році його було перенесено на wp.pl, який залишається дійсним донині. Wirtualna Polska швидко перетворилася на інтернет-портал, що пропонує широкий спектр послуг і комплексні вебсайти, і стала платформою для електронної комерції та комунікаційних операцій, а також рекламним засобом.
Багато заходів порталу на інтернет-ринку в Польщі були новаторськими. Wirtualna Polska використовувала XHTML, першою створила вебкаталог і можливість їх позиціювання, запровадила персоналізацію та панель чату. Перший надавав користувачам Інтернету мультимедійний комунікатор, інтегрований із системою Jabber і використовував у ньому технологію VoIP. Окрім багатьох інформаційних послуг (новини, спорт), WP також надає такі послуги, як: безкоштовні облікові записи електронної пошти.

## Акціонери та менеджмент
У 2014 році Orange Polska продала 100 відсотків акцій Wirtualna Polska групі o2 (раніше видавець порталів o2.pl і Pudelek.pl) за 375 мільйонів злотих. Угоду профінансував фонд прямих інвестицій Innova Capital. З березня 2018 року Йоанна Павляк є президентом Wirtualna Polska Media SA.
16 листопада 2020 року Марчін Меллер став головним редактором Wirtualna Polska. Ця посада була вакантною після звільнення Томаша Махали в лютому 2020 року. Через три тижні, 4 грудня, Марчін Меллер подав у відставку. Його змінив Пьотр Мєснік, який обіймав цю посаду до 28 лютого 2023 року. З 1 березня 2023 року головним редактором порталу став Павел Капуста.

## Діапазони
За даними дослідження Gemius/PBI, у середньому 20 мільйонів реальних користувачів користуються всіма інтернет-продуктами WP Group щомісяця.

## Список сайтів і послуг Wirtualna Polska

### Домашні сторінки
- wp.pl, o2.pl

### Інформація
- WP Wiadomości, WP Opinie, WP #dziejesie, WP Pogoda, Wawalove

### Бізнес і фінанси
- money.pl, WP Finanse

### Cпорт
- WP SportoweFakty

### Поштові скриньки
- WP Poczta, poczta o2

### Відео
- WP Wideo, WP Pilot

### Телебачення і телепрограма
- Telewizja WP, WP Program TV

### Онлайн радіо
Платформа онлайн радіо Open.fm, онлайн WP Radio

### Вебсайти про стиль життя
- WP Kobieta, WP Facet,
- WP Moto, WP Autokult, Autocentrum.pl
- WP abcZdrowie,
- WP Parenting,
- WP Kuchnia, WP Dom,
- WP Książki,
- WP Film, WP Teleshow
- WP Turystyka,
- WP Gwiazdy,
- WP Magazyn.

### Сайти про нові технології
- dobreprogramy.pl, WP Tech, WP Komórkomania, WP Gadżetomania, WP Fotoblogia

### Послуги електронної комерції
Покупки: WP radarOkazji
Мода: Domodi, Allani
Дизайн і меблювання будинків і квартир: Homebook
Проекти будинків: Extradom.pl
Туризм і проживання: wakacje.pl, nocowanie.pl, eHoliday
Фінансові послуги: Direct Money, totalmoney.pl, finansowysupermarket.pl
Автомобільний: Superauto.pl

## Суперечки
У січні 2020 року сайт OKO.press опублікував текст про співпрацю Wirtualna Polska з Міністерством юстиції. За даними порталу, він мав включати, серед іншого: про цензуру та блокування статей з критикою Збіґнєва Зіобро та написання текстів на підтримку міністерства під вигаданими іменами. Wirtualna Polska створила внутрішню команду, яка вивчала діяльність видавничого відділу Wirtualna Polska Media. У зв’язку з цією справою посаду головного редактора втратив Томаш Махала, який пояснив, що його не цікавлять публікації про дрібниці без важливого значення, особливо коли це стосується політиків. Водночас команда повідомила, що доходи від реклами Мін’юсту та сервісних агенцій склали менше 1% доходів Wirtualna Polska Holding за весь 2019 рік. Це було в рази менше 125 мільйонів злотих, про які повідомляли ЗМІ. Водночас Wirtualna Polska запровадила новий Кодекс журналістської етики та правила співпраці між видавничим відділом і відділом продажу. Також відділив функцію головного редактора від функцій керівника видавничого продукту, які раніше були покладені на одну особу. Відповідно до нових домовленостей, головний редактор має дбати про незалежність, якість публікацій та відбір контенту, а керівник видавничого продукту разом із командою менеджменту Wirtualna Polska Media SA відповідає за досягнення бізнес-цілей компанії.